# 埼玉県道・東京都道103号吉場安行東京線

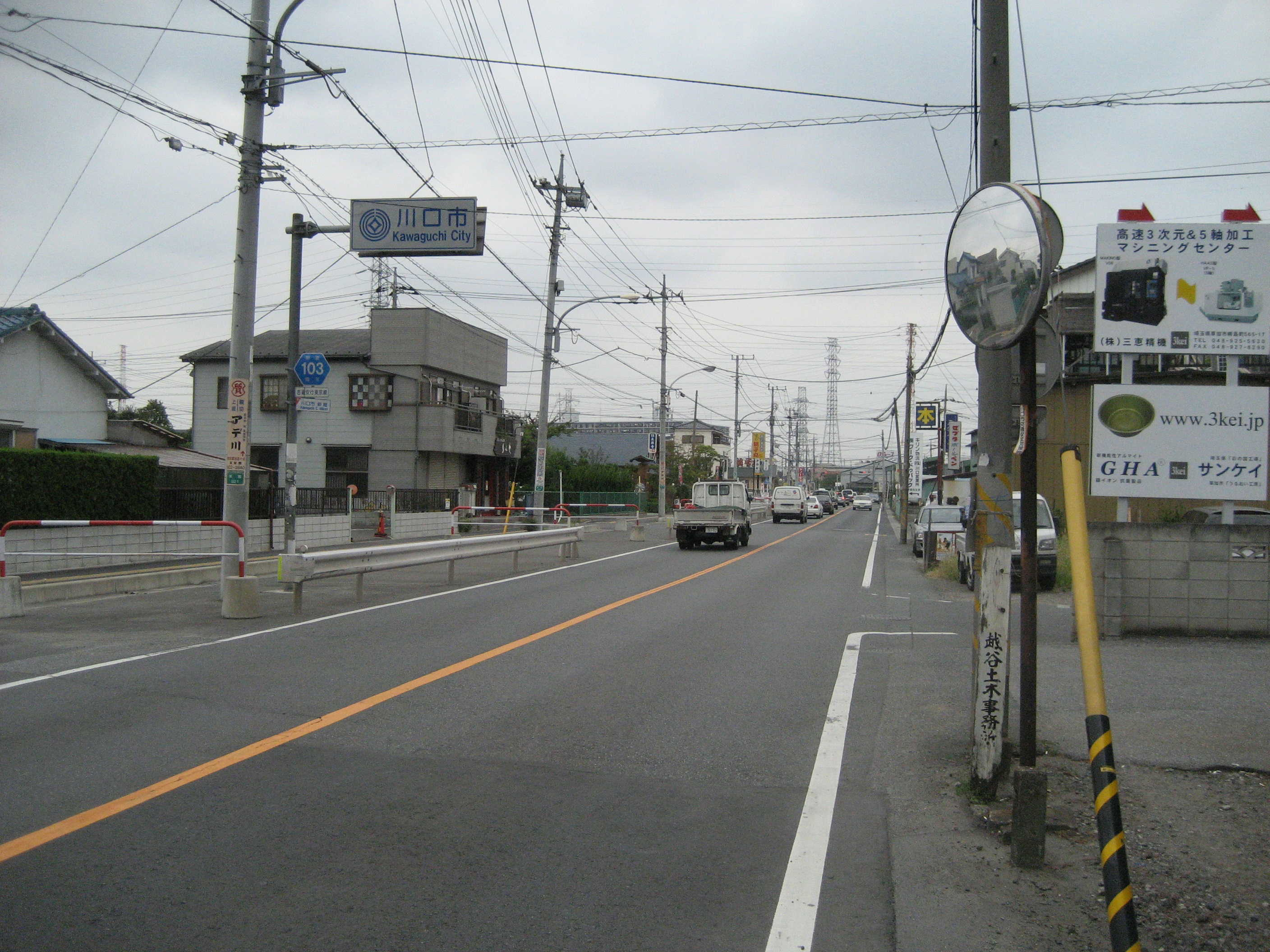
埼玉県川口市と草加市の市境付近

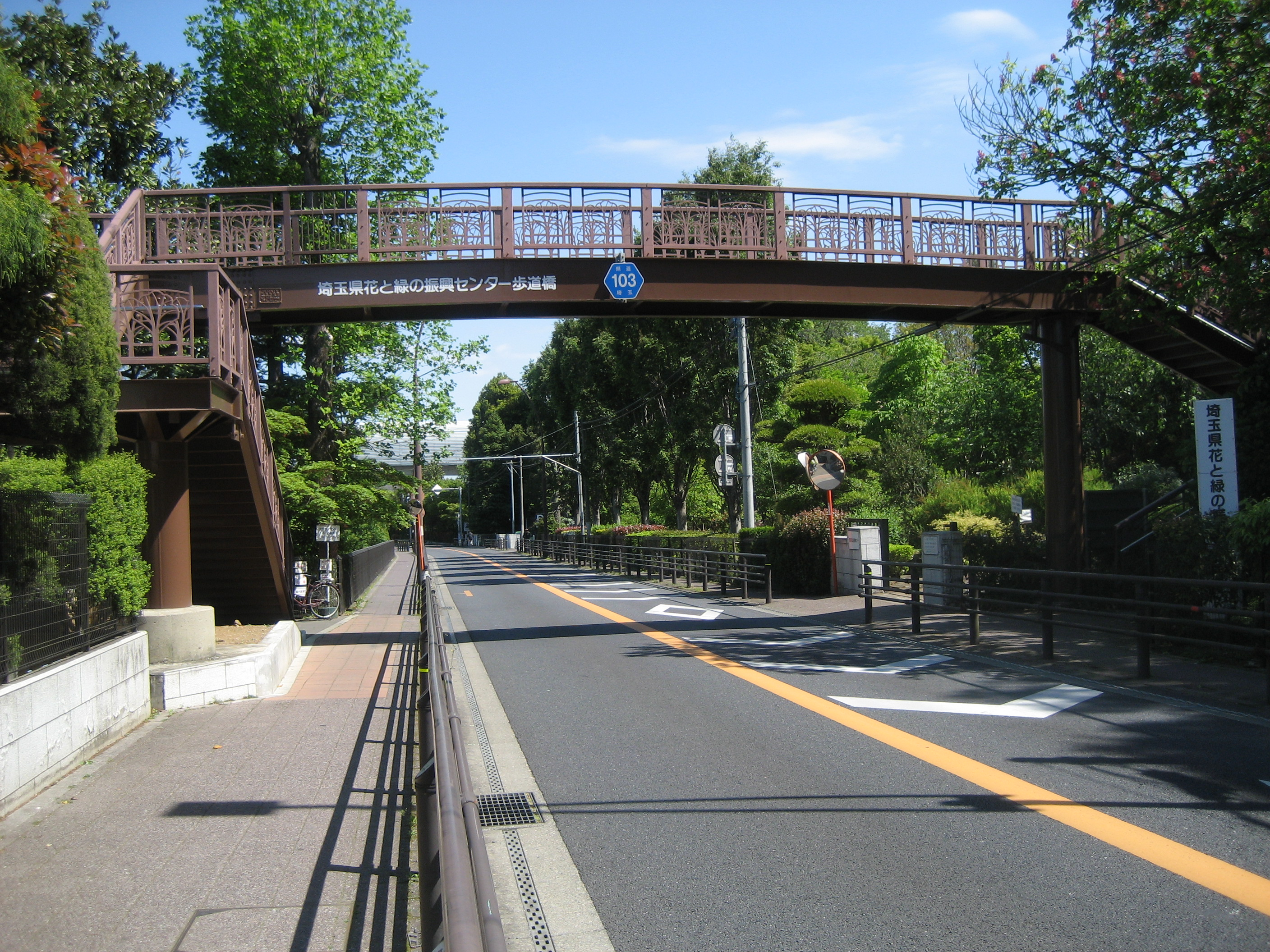
埼玉県植物振興センター付近

埼玉県道・東京都道103号吉場安行東京線（さいたまけんどう・とうきょうとどう103ごう よしばあんぎょうとうきょうせん）は、埼玉県さいたま市緑区から東京都足立区に至る一般都県道である。

## 路線データ
- 起点：埼玉県さいたま市緑区東浦和（東浦和駅前交差点）
- 終点：東京都足立区島根（島根交差点）[1]
- 重要な経過地：埼玉県川口市安行[2]
- 路線延長
  - 埼玉県区間：11,437m（実延長）
  - 東京都区間：3,383m（実延長）[1]

## 沿革
- 1960年（昭和35年）9月1日 - 埼玉県道「和田安行東京線」路線認定[2]
  - 路線認定時の起点は、浦和市大字大牧字和田
- 1961年（昭和36年）3月15日 - 東京都道「和田安行東京線」路線認定[3]
- 1982年（昭和57年）4月1日 - 起点を変更し、路線名を「吉場安行東京線」に変更[4]
  - 起点の「吉場」とは、東浦和駅近辺を指す昔の字名。近隣の吉場公園や、大牧吉場バス停などに、その名をとどめる。

## 通称・別名
- 東浦和駅前通り 埼玉県さいたま市緑区東浦和 東浦和駅前交差点 - 1つ目の信号
- 安行街道（埼玉県内）
- 都市計画道路浦和東京線 横道交差点 - 伊興白幡交差点（東伊興二丁目）
- 尾竹橋通り 谷塚橋 - 伊興白幡交差点（東京都足立区）　
  - 尾竹橋通りは、谷塚橋以南の通称である。本線の終点である伊興白幡交差点から先は、補助100号線となる。
- 旧日光街道（あるいは「旧道」） 島根交差点 - 竹の塚七丁目（竹の塚動物病院付近、東京都足立区）

## 地理

### 通過する自治体
- 埼玉県
  - さいたま市 - 川口市 - 草加市
- 東京都（足立区）

### 接続する主な道路
| 交差する道路                                          | 交差点名             | 所在地 | 所在地         |
| ----------------------------------------------------- | -------------------- | ------ | -------------- |
| 埼玉県道235号大間木蕨線                               | 東浦和駅前           | 埼玉県 | さいたま市緑区 |
| 国道122号                                             | 石神                 | 埼玉県 | 川口市         |
| 埼玉県道105号さいたま鳩ヶ谷線（日光御成街道）         | 新町                 | 埼玉県 | 川口市         |
| 埼玉県道161号越谷川口線                               | 花山下               | 埼玉県 | 川口市         |
| 国道298号                                             | 花と緑の振興センター | 埼玉県 | 川口市         |
| 埼玉県道328号金明町鳩ヶ谷線                           | 安行中脇             | 埼玉県 | 川口市         |
| 都市計画道路浦和東京線                                |                      | 埼玉県 | 川口市         |
| 埼玉県道34号さいたま草加線                            | 横道                 | 埼玉県 | 川口市         |
| スポーツセンター通り 草加神社通（旧愛称：氷川神社通） | 新堀                 | 埼玉県 | 川口市         |
| 埼玉県道104号川口草加線                               | 柳島                 | 埼玉県 | 草加市         |
| 都市計画道路補助255号線                               |                      | 東京都 | 足立区         |
| 東京都道461号吾妻橋伊興町線                           | 伊興白幡             | 東京都 | 足立区         |
| 東京都道318号環状七号線                               | 島根                 | 東京都 | 足立区         |

- 上記、横道交差点付近は近年、道筋が変更されたので、浦和方面から道なりに進行すると、さいたま草加線に誘導され、国道4号バイパスを横切って、谷古宇橋方向に行ってしまう。
- 足立方面から北進した場合も同様で、横道交差点の先を道なりに進行した場合は、新設の20m・4車線道路に入り、道の駅川口・あんぎょう、東川口駅、浦和美園駅、埼玉スタジアム2002方向に誘導される。
- 伊興白幡交差点にて尾竹橋通り（補助100号）から外れる。安行方面から南進した場合、ここを左折し、東武伊勢崎線のガード下をくぐって、竹ノ塚駅の東口方向に至るのが本線のルートとなる。

### 沿線の施設
| 施設                          | 所在地 | 所在地         |
| ----------------------------- | ------ | -------------- |
| 東浦和駅                      | 埼玉県 | さいたま市緑区 |
| ダイエー グルメシティ東浦和店 | 埼玉県 | さいたま市緑区 |
| 見沼通船堀                    | 埼玉県 | さいたま市緑区 |
| 見沼通船堀公園                | 埼玉県 | さいたま市緑区 |
| 埼玉県立川口北高等学校        | 埼玉県 | 川口市         |
| 川口木曽呂郵便局              | 埼玉県 | 川口市         |
| 川口石神郵便局                | 埼玉県 | 川口市         |
| 武南警察署神根交番            | 埼玉県 | 川口市         |
| 西福寺                        | 埼玉県 | 川口市         |
| 戸塚安行駅                    | 埼玉県 | 川口市         |
| 埼玉県花と緑の振興センター    | 埼玉県 | 川口市         |
| 興禅院                        | 埼玉県 | 川口市         |
| 武南警察署安行交番            | 埼玉県 | 川口市         |
| 川口市役所安行支所            | 埼玉県 | 川口市         |
| 密蔵院                        | 埼玉県 | 川口市         |
| 東光寺                        | 埼玉県 | 川口市         |
| マルエツ 安行北谷店           | 埼玉県 | 川口市         |
| ロヂャース 川口店             | 埼玉県 | 川口市         |
| 埼玉県立草加南高等学校        | 埼玉県 | 草加市         |
| 草加警察署柳島交番            | 埼玉県 | 草加市         |
| 毛長川 (谷塚橋)               | 埼玉県 | 草加市         |
| 足立清掃工場                  | 東京都 | 足立区         |
| 足立消防署淵江出張所          | 東京都 | 足立区         |
| イトーヨーカドー 竹の塚店     | 東京都 | 足立区         |
| 足立区竹の塚区民事務所        | 東京都 | 足立区         |